# Parajezdectví
Parajezdectví je jedním ze tří odvětví hiporehabilitace. Na rozdíl od metod předcházejících (hipoterapie, léčebné pedagogicko-psychologické ježdění) zde pacient aktivně ovládá koně. S přihlédnutím k typu postižení používá speciálně upravené pomůcky nebo pozměněnou techniku jízdy. Pacient většinou touto disciplínou nezačíná, ale pokračuje v ní až po absolvování klasické hipoterapie.[zdroj?]
Během parajezdectví dochází ke vzniku správného pohybového vzoru, podpoře motorického vývoje (vertikalizace), dále pak například k podpoře rovnovážných reakcí či k symetrizaci svalového napětí.
Jedná se o aktivní způsob udržování fyzické i psychické kondice a pacient si v závislosti na svých možnostech a preferencích může zvolit buď ježdění rekreační, nebo se zúčastňovat speciálních sportovních soutěží, v Česku nejčastěji paradrezúry či paravoltiže. Během posledních let[kdy?] se začíná objevovat i parawestern a v zahraničí dokonce paravozatajství.
Podle Kulichové (1995) a Washingtone (1992) se pacienti tímto způsobem mohou nejenom snáze vyrovnat se svým handicapem, ale i integrovat se mezi zdravé vrstevníky prostřednictvím společného zájmu.